# Општина Сухурлуј (Галац)
Сухурлуј (рум. Suhurlui) општина је у Румунији у округу Галац.
Oпштина се налази на надморској висини од 67 m.

## Становништво

### Хронологија
| Година       | 2008 | 2009 | 2010 | 2011 | 2012 | 2013 | 2014 | 2015 | 2016 | 2017 |
| ------------ | ---- | ---- | ---- | ---- | ---- | ---- | ---- | ---- | ---- | ---- |
| Становништво | 1332 | 1381 | 1435 | 1450 | 1456 | 1451 | 1443 | 1419 | 1435 | 1422 |